# Rezerwat przyrody Reberce
Reberce – leśny rezerwat przyrody w gminie Bircza, w powiecie przemyskim, w województwie podkarpackim. Jest położony w obrębach ewidencyjnych Wola Korzeniecka, Łomna i Krajna; w oddziałach obrębu leśnego Bircza, w Nadleśnictwie Bircza.
Rezerwat znajduje się w granicach Parku Krajobrazowego Pogórze Przemyskie oraz dwóch obszarów sieci Natura 2000: siedliskowego „Ostoja Przemyska” PLH180012 oraz ptasiego „Pogórze Przemyskie” PLB180001.

## Podstawowe wiadomości
- numer według rejestru wojewódzkiego: 50
- dokument powołujący: M.P. z 1996 r. nr 5, poz. 55
- powierzchnia: 189,54 ha[1] (akt powołujący podawał 190,96 ha)
- rodzaj rezerwatu: leśny[1][2]
- przedmiot ochrony (według aktu powołującego): fragment lasu jodłowego posiadającego cechy lasu naturalnego[1][2]

## Opis
Buczynie karpackiej towarzyszą fragmenty grądów, łęgów oraz zbiorowisk nieleśnych. Odnotowano tu około 300 taksonów flory naczyniowej. Z gatunków lasotwórczych, oprócz jodły, występuje buk, jawor, świerk. Wśród roślin zielnych dominuje: żywiec gruczołowaty, żywokost sercowaty, sałatnica leśna, pierwiosnka wyniosła, bluszcz pospolity i barwinek pospolity.
Północną granicę występowania osiąga tu traszka górska. Z płazów występują tu: kumak nizinny, kumak górski, ropucha szara, rzekotka drzewna i salamandra plamista.
Na uwagę zasługują liczne ptaki drapieżne: myszołów, krogulec, orlik krzykliwy, a także puchacz i puszczyk.
Ssaki reprezentowane są m.in. przez sarny, jelenie i dziki.